# O Último Desafio
O Último Desafio (The Last Stand) é um filme de ação estadunidense de 2013, dirigido pelo diretor de cinema sul-coreano Kim Ji-woon, fazendo sua estreia na direção norte-americana, e estrelado por Arnold Schwarzenegger, Forest Whitaker, Johnny Knoxville e Rodrigo Santoro. Este foi o primeiro papel de protagonista de Schwarzenegger desde Terminator 3: Rise of the Machines. O filme foi lançado nos Estados Unidos em 18 de janeiro de 2013. O filme centra-se em um xerife de cidade pequena difícil e os seus adjuntos que deve parar um traficante perigoso de escapar para o México em um carro esporte modificado.

## Sinopse
Ray Owens (Arnold Schwarzenegger) cai em uma desgraça em Los Angeles devido a uma operação que acabou em desastre. Logo após o fracasso, Ray parte para um município na fronteira dos Estados Unidos com o México, e se torna xerife da pequena cidade. O que ele não esperava era que um poderoso chefão das drogas, que escapou recentemente da prisão, quisesse cruzar a fronteira exatamente na cidade onde ele trabalha. Agora, Ray precisa reunir todo o pessoal que tem a disposição para parar esse perigoso bandido e seu bando.

## Elenco
- Arnold Schwarzenegger como Xerife Ray Owens
- Forest Whitaker como Agente John Bannister
- Johnny Knoxville como Lewis Dinkum
- Jaimie Alexander  como Delegada Sarah Torrance
- Luis Guzmán como Delegado Mike Figuerola
- Eduardo Noriega como Gabriel Cortez
- Rodrigo Santoro como Frank Martinez
- Peter Stormare como Thomas Burrell
- Zach Gilford como Delegado Jerry Bailey
- Génesis Rodríguez como Agente Ellen Richards
- Daniel Henney como Agente Phil Hayes
- Tait Fletcher como Eagan
- John Patrick Amedori como Agent Aaron Mitchell
- Harry Dean Stanton como Parsons
- Titos Menchaca como o Prefeito
- Richard Dillard como Irv
- Doug Jackson como Harry
- Matthew Greer como Sam

## Produção
Em junho de 2009, o produtor Lorenzo di Bonaventura e estúdio Lionsgate preventivamente pegou roteiro de especulação de Andrew Knauer para The Last Stand. Naquela época, o script envolvendo Cortez escapando com um Gumpert Apollo. Um ano depois, o diretor sul-coreano Kim Ji-woon tornou-se ligado ao projeto. di Bonaventura afirmou que Ji-woon foi convidado porque ele sentia que em sua filmografia ele "faz com que o simples sintasse rico". Kim, por sua vez, declarou que ele foi atraído para o enredo de "proteger algo importante, não importa o quão pequeno", e com tecnologia avançada sendo tomadas para baixo em "formas análogas". Escritor Jeffrey Nachmanoff também foi trazido para escrever o roteiro, que di Bonaventura comparou o filme a um filme de faroeste, com uma pequena cidade que está sendo atacado por um análogo a um barão do gado corruptos e um veterano resistido tentando impedi-lo.
Liam Neeson foi considerado para o protagonista, mas depois que ele passou em 2011 Lionsgate ofereceu o projeto para Arnold Schwarzenegger, que tinha acabado de terminar o seu mandato como governador da Califórnia. Ele foi anunciado em The Last Stand em julho de 2011. o ator disse que considerou o projeco "muito diferente para mim, mesmo que seja cheio de ação, porque eu tenho que interpretar um cara que é sensível a minha equipe. E temos muitas risadas, como em True Lies". Ji-woon foi inicialmente apreensivo ter uma estrela tão grande no projeto, mas uma vez que ambos discutiram o projeto notou ambos tinham as mesmas ideias para Ray Owens, apontando para um homem comum, em vez de uma "sensação semelhante a Terminator". Duas semanas depois, a Lionsgate anunciou uma data de lançamento de 18 de janeiro de 2013.
As filmagens começaram em 17 de outubro de 2011, em Belen no Novo México e Nevada. Sommerton foi necessário para ser uma cidade de fronteira, e Ji-woon também queria uma cidade que representava "Pequena Cidade da América". Belen foi finalmente escolhida por ter uma área abandonada que poderia ser usado pela produção durante o tempo quanto o necessário. Dois edifícios existentes tornaram-se marcos da Sommerton, o hotel local e um prédio condenado que se tornou a lanchonete. Seis lotes vagos foram preenchidos com fachadas, em que o designer de produção Franco- Giacomo Carbone tentou colocar mistura de estilos para aumentar a de que era uma cidade de fronteira com muita história. Enquanto os produtores originalmente queriam realmente filmar em Downtown Las Vegas, eles finalmente descobriram que centro de Albuquerque foi visualmente semelhante e optou por filmar lá em vez e adicionando a Las Vegas Strip no fundo na pós-produção. A cidade permitido filmar das seis horas da tarde as seis horas da manhã, o que não interrompeu as empresas locais. Ji-woon pretende "criar uma aparência distinta e mudar o estilo de cada espaço", com o ambiente caótico do FBI ter tons frios e um ambiente mais inteligente, e Sommeton ter uma "pacífica sensação de cidade pequena" intensificada por cores quentes, como amarelo e laranja. Um trailer ficou disponível online em 16 de agosto de 2012.
Di Bonaventura teve uma história com a General Motors quando produziu Transformers, a empresa forneceu-lhes os carros do músculo necessários. Para Cortez e a cena da fuga de carro, um Chevrolet Corvette C6 ZR1 foi escolhido para ser anunciado como "o carro rápido em linha reta de todos os tempos". Eventualmente, um Camaro foi fornecido para ser o carro de Owens usado na perseguição. Sete carros de cada modelo foram fornecidos pela Chevrolet, com dois sendo devolvido em forma pura. Os outros tinham alterações variadas: Alguns tinham um sistema de condução automática construída em cima deles para as cenas filmadas de dentro do carro, outros foram reforçadas para colisões, e alguns acabaram montado em plataformas - com o Camaro arrastou em cima do Corvette ter todas as suas entranhas removidas para torná-lo mais leve. Um campo de milho de 24 acres fora de Albuquerque foi comprado para servir de cenário para a perseguição do clímax no final. Este campo foi posteriormente adicionado ao fundo das cenas de Sommerton. A perseguição teve o problema de uma tempestade de neve, pouco antes das filmagens, que fez o chão lamacento e difícil de dirigir.
Em 17 de dezembro de 2011 filmagem do filme foi brevemente interrompido, mas em 3 de janeiro de 2012 continuou. O processamento encerrado em 2 de fevereiro de 2012 e da posterior pós-produção continuou em Los Angeles.

## Home media
The Last Stand foi lançado em DVD e Blu-ray na América do Norte em 21 de maio de 2013. Ele estreou no topo das paradas de vídeo de origem.

## Lançamento
The Last Stand teve sua estreia em 14 de janeiro de 2013 na Grauman's Chinese Theatre. O filme foi lançado mundialmente em 17 de janeiro de 2013 e na América do Norte no dia seguinte.
O trailer estreou com The Expendables 2 e está disponível on-line desde Agosto de 2012.

### Bilheteria
O filme foi classificado no número 9 no ganho de bilheteria em sua estreia. O filme foi abaixo das expectativas de bilheteria apenas $6,3 milhões de dólares na abertura de fim de semana. Overall, o filme ganhou $48,050,299 dólares nas bilheterias, contra um orçamento de produção de $30 milhões.